# Acante et Céphise
Acante et Céphise, ou La sympathie es una ópera de Jean-Philippe Rameau que se estrenó el 19 de noviembre de 1751 en la Opéra de París. Adopta la forma de pastoral héroïque en tres actos. El libretista fue Jean-François Marmontel. Fue escrita para celebrar el nacimiento de Luis, duque de Borgoña y hermano mayor del futuro rey Luis XVI. 
Aunque la trama ha sido calificada de "pueril... inspiró a Rameau una partitura sumamente imaginativa"; está muy ricamente orquestada y en ella se emplean por primera vez clarinetes en una ópera francesa. Aparecen en la obertura, que contiene una sección que imita el castillo de fuegos artificiales para los fastos del nacimiento del duque.

## Personajes
| Personaje                    | Tipo de voz             | Reparto del estreno del 19 de noviembre de 1751 (Director: - ) |
| ---------------------------- | ----------------------- | -------------------------------------------------------------- |
| Acante                       | haute-contre            | Pierre Jélyotte                                                |
| Céphise                      | soprano                 | Marie Fel                                                      |
| Oroès                        | basse-taille            | Claude-Louis-Dominique Chassé de Chinais                       |
| Zirphile                     | soprano                 | Marie-Jeanne Fesch "Mlle Chevalier"                            |
| Un hada                      | soprano                 | Marie-Angélique Coupée [Coupé o Couppé]                        |
| Dos corifeos                 | haute-contre/bass       | François Poirier / Le Page                                     |
| La gran sacerdotisa del Amor | soprano                 | Mlle Romainville                                               |
| Otras dos sacerdotisas       | soprano / mezzo-soprano | Marie-Angélique Coupée / Mlle Gondré                           |
| Délie, joven pastorcilla     | bailarina soprano       | Mlle Puvignée                                                  |
| Otra pastorcilla             | soprano                 | Marie-Jeanne Lemière                                           |
| Un seguidor de Oroès         | basse-taille            | Cuvillier [Cuvilier o Cuvelier] hijo                           |
| Un pastor                    | haute-contre            | Monsieur de la Tour                                            |
| Ua pastorcilla               | soprano                 | Marie-Angélique Coupée                                         |

## Sinopsis
Cuenta la historia de una pareja de amantes, Acante y Céphise, que sufren a manos del malvado genio Oroès. Son salvados por el hada buena Zirphile que recurre a sus poderes mágicos -entre los que se incluye el don de la telepatía (la sympathie a que alude el título)- para derrotar a Oroès.

### Acto 1
Céphise está angustiada, pues es consciente de que la ama un Genio maligno y se siente celoso por el hecho de que ella ama a Acante. Su hada madrina, Zirphile, parece incapaz de defenderla de él o de salvar a Acante de su airados celos, pero ésta los tranquiliza diciéndoles que el destino ha dispuesto que al final obtendrá el poder para vencer al Genio, si bien todavía no dispone de él. Por ello debe dejarlos e ir a consultar a los dioses para enterarse de cómo sucederá. En su ausencia espera protegerlos gracias al poder de un anillo mágico. Este une a los amantes con una especie de vínculo telepático, de modo que lo que uno siente, el otro lo siente también de forma simultánea. De esa manera, si el Genio llegara a torturar o incluso matar a su rival Acante, también torturaría o mataría al objeto de sus afectos. Acante se resiste al encantamiento, pues no desea que Céphise sufra, pero Zirphile obliga a sus seguidores a ejecutar el hechizo secreto.
El Genio llega hecho una furia y ordena que se lleven a Acante. Intenta doblegar la resistencia de Céphise con la visión del poder y la riqueza que una alianza con un inmortal podría proporcionarle. Su cortejo insiste con sus persuasiones, pero ella es inflexible. Entretanto, Céphise siente la angustia de Achante, encarcelado en otro lugar. En un principio, el Genio se muestra confuso ante esa comunicación con el amante ausente. Entonces reconoce la mano de Zirphile y se da cuenta de que debe traer a Acante de regreso si quiere que Céphise no muera. Reunidos, los dos amantes tratar de apelar a la bondad del Genio. Accede a dejarlos juntos el resto del día, pero después... Acante sugiere que empleen ese plazo de tiempo para consultar el oráculo del templo del amor.

### Acto 2
El Genio también ha ido al templo en busca de consejo, pero sus preguntas siguen sin respuesta. Entre una multitud de amantes felices y desgraciados, Acante y Céphise consultan el oráculo cuando les llega el turno. Hablando a través de la suma sacerdotisa, el oráculo decreta que cuando todos los corazones se entregan con alegría al amor, esos amantes permanecerán unidos. Parece tarea imposible, ya que el amor aparece tan a menudo combinado con el sufrimiento. Ambos cuentan a la hora de restaurar la armonía entre los amantes infelices.
El Genio parece ceder. Su deseo de hacer feliz a Céphise ha vencido a su odio hacia Acante. Se ofrece para casarlos en el templo del amor. Aprovechando un aparte con Acante, el Genio revela que ha adivinado la existencia del hechizo de Zirphile. Pide a Achante que le revele el secreto... pero cuando éste se ha ido, desvela sus verdaderos sentimientos de venganza y promete someterlos a ambos a tortura.

### Acto 3
Unos esbirros del Genio encadenan a los amantes a unas rocas. Tienen la sensación de que tanto el amor como Zirphile los han abandonado, por lo que deciden morir juntos. El Genio invoca a sus demonios para llevar a término sus planes. Justo cuando Acante se viene abajo y suplica al Genio que se detenga, llega Zirphile con la noticia de que ha nacido un hijo a la dinastía de Borbón. Al parecer, es razón suficiente para que reine la felicidad, con lo que todo termina con un gran baile.